# Ceriale
Ceriale (, Seiò nel dialetto cerialese; la versione dialettale O Çejâ pronunciato: [u seˈjaː] è più tipica della parlata alassina e genovese del ligure) è un comune italiano di 5 365 abitanti della provincia di Savona in Liguria.

## Geografia fisica
Il territorio di Ceriale è situato nella Riviera delle Palme, all'estremità orientale della piana di Albenga, alle pendici del monte Croce (541 m).
Ceriale si trova, in linea d'aria, esattamente a metà strada tra il centro di Genova (Arco della Vittoria) e il confine con la Francia (Ponte San Ludovico).

## Storia

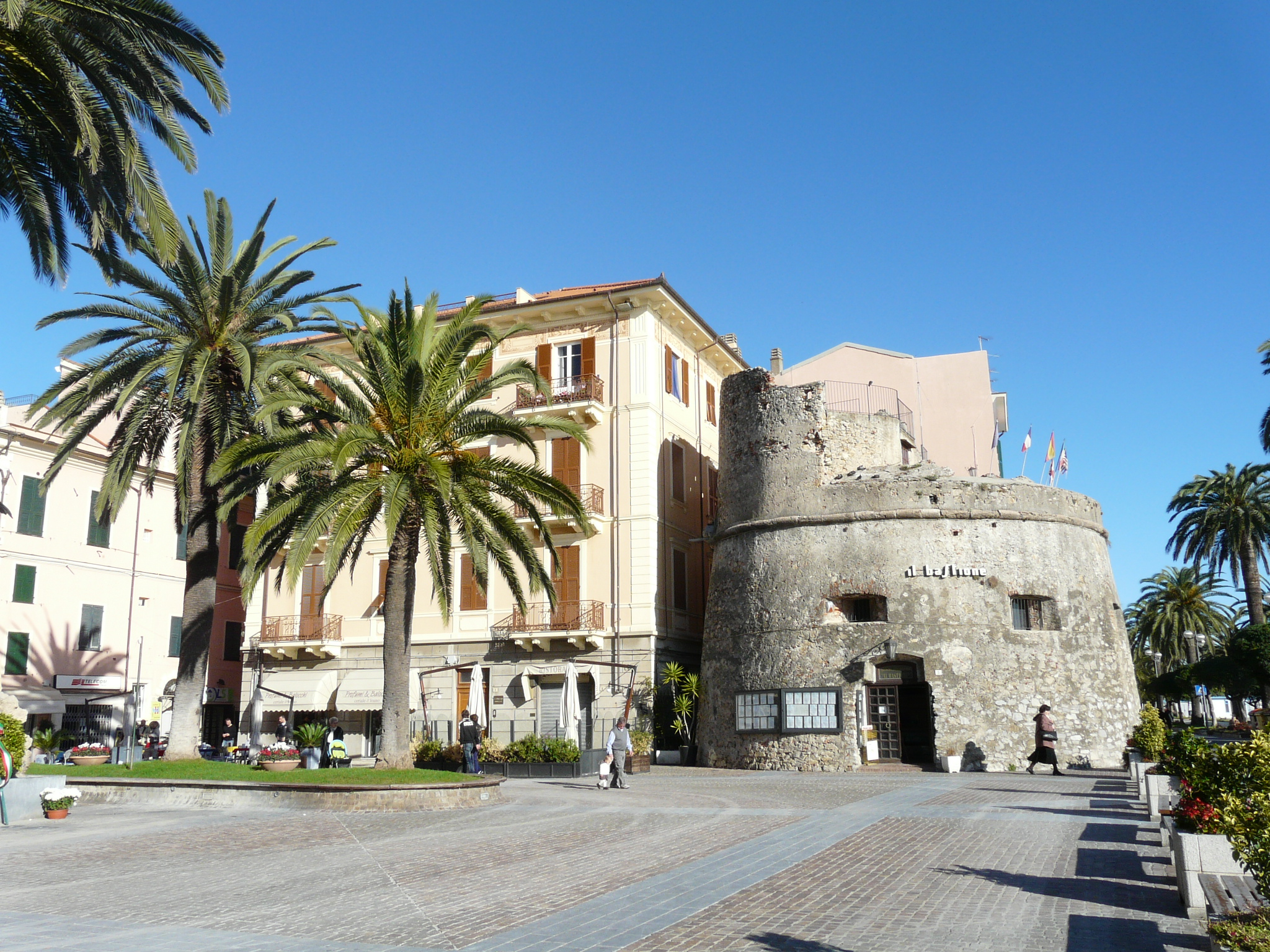
Il torrione di Ceriale

Sull'origine del toponimo Ceriale sono state avanzate due ipotesi. La prima farebbe riferimento all'appellativo di due consoli dell'Impero romano - Onicius Cerialis e Quinto Petilio Cerialis - che avrebbero qui svolto la loro attività. La seconda supposizione troverebbe invece riscontri nel fiorente mercato dei cereali e alla presenza in loco di un tempio romano dedicato alla dea dell'agricoltura Cerere e ad una correlata festività, la "Cerialia".
È probabile già in epoca romana la fondazione di un insediamento umano lungo la Via Julia Augusta, supportato anche dal ritrovamento di reperti archeologici dell'epoca. Alla dominazione romana subentrò in epoca medievale la potenza religiosa dei vescovi della diocesi di Albenga, a cui seguì una totale giurisdizione da parte del comune albenganese che assoggettò questa zona tra i suoi possedimenti "del Contado" concedendo, però, un'ampia autonomia amministrativa. Fu nel corso del XIV secolo che il territorio di Ceriale passò sotto il controllo diretto della Repubblica di Genova.
Durante il dominio genovese venne edificato nella zona della marina "il Torrione" (1563-1564), un bastione circolare che doveva fungere da postazione d'avvistamento e, nel caso, di prima difesa. Tuttavia, nulla poté fermare nella notte tra il 1° e il 2 luglio 1637 l'assalto dei pirati al comando dell'algerino Ciribì che con i suoi uomini mise a ferro e fuoco il borgo cerialese: alla devastazione della locale e primitiva chiesa dei Santi Giovanni Battista ed Eugenio seguirono l'uccisione di una trentina di abitanti e il rapimento di circa trecento locali con destinazione Algeria. Furono poi le "confraternite del riscatto" che s'incaricarono per conto dei vari familiari dei vari rilasci degli schiavi cerialesi; inverso, anche per l'entità della cifra richiesta per il riscatto, fu invece l'interesse da parte del Comune di Albenga e dello stato genovese.
Con la dominazione francese il territorio di Ceriale acquisì una sua autonoma entità amministrativa da Albenga rientrando dal 2 dicembre 1797 nel Dipartimento della Maremola, con capoluogo Pietra, all'interno della Repubblica Ligure. Dal 28 aprile del 1798 fece parte del III cantone, con capoluogo Pietra, della Giurisdizione delle Arene Candide e dal 1803 centro principale del VI cantone della Maremola nella Giurisdizione di Colombo. Annesso al Primo Impero francese, il territorio cerialese dal 13 giugno 1805 al 1814 fu inserito nel Dipartimento di Montenotte.
Nel 1815 fu inglobato nella provincia di Albenga del Regno di Sardegna, così come stabilì il Congresso di Vienna del 1814, e successivamente nel Regno d'Italia dal 1861. Dal 1859 al 1927 il territorio fu compreso nel I mandamento di Albenga del circondario di Albenga facente parte della provincia di Genova; nel 1927 con la soppressione del circondario ingauno passò, per pochi mesi, nel circondario di Savona e, infine, sotto la neo costituita provincia di Savona.
Dal 1973 al 31 dicembre 2008 ha fatto parte della Comunità montana Ingauna.

### Simboli
Stemma
Gonfalone
Bandiera
Lo stemma e il gonfalone sono stati concessi con decreto del presidente della Repubblica del 1º agosto 1959. La figura del centurione fa riferimento alla tradizione secondo la quale, ai tempi dell’imperatore Vespasiano, un centurione, chiamato Pompilius Cerialis, avrebbe fondato in una località del comune attualmente denominata Carendetta, un centro logistico per l’approvvigionamento delle legioni romane dislocate nelle Gallie, e dal suo nome avrebbe avuto origine il toponimo.

## Monumenti e luoghi d'interesse

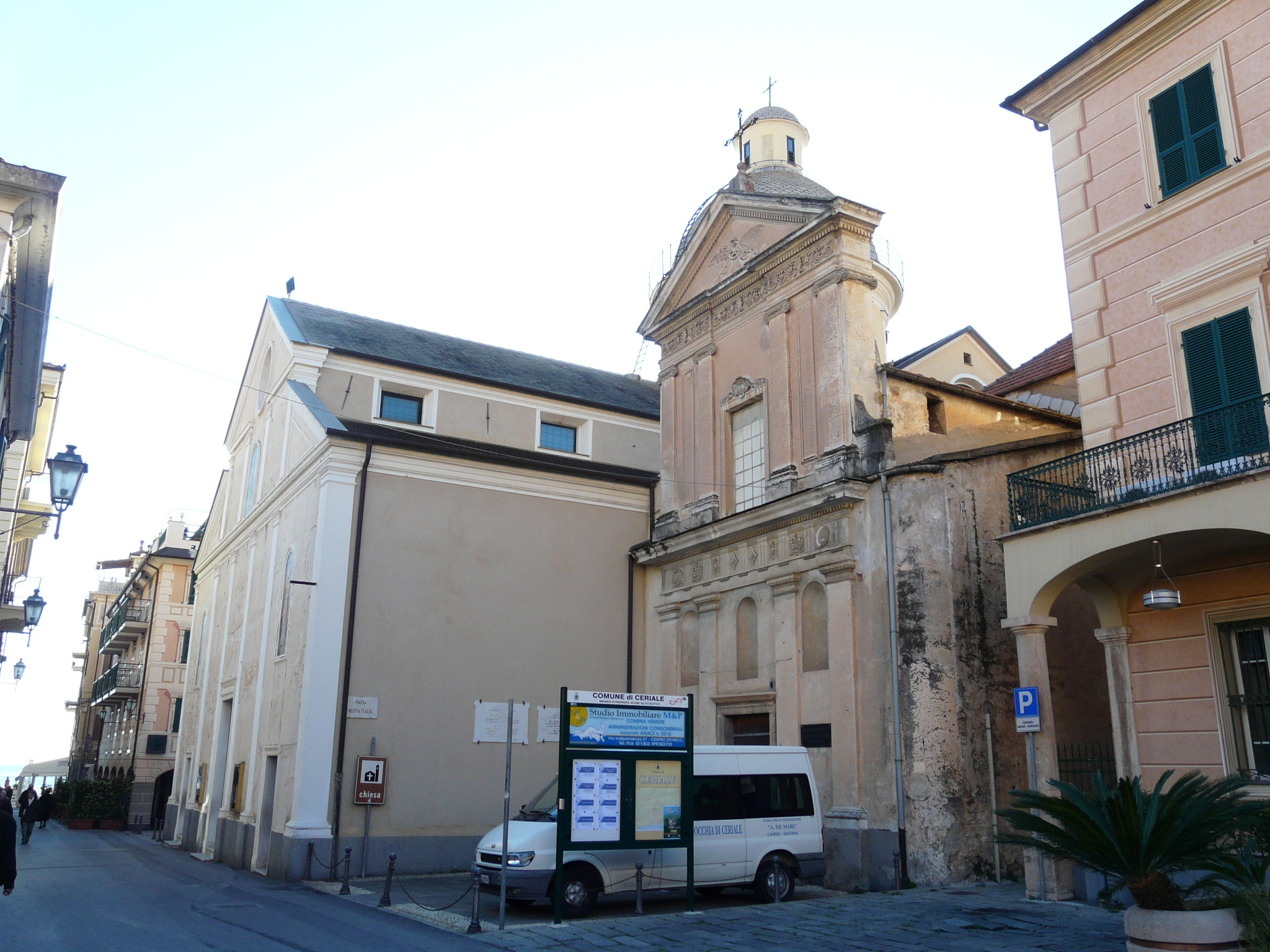
La chiesa dei Santi Giovanni Battista ed Eugenio e, a destra, l'oratorio di Santa Caterina nel centro storico cerialese.

### Architetture religiose
- Chiesa parrocchiale dei Santi Giovanni Battista ed Eugenio nel centro storico di Ceriale. All'interno sono conservati un pregiato crocifisso del XV secolo chiamato il "Cristo dei Turchi" e numerose pale databili tra il XVI e il XVII secolo.
- Oratorio di Santa Caterina nel centro storico cerialese.
- Oratorio di San Rocco nel capoluogo di Ceriale.
- Chiesa parrocchiale di San Giovanni Battista nella frazione di Peagna. Situata nel centro storico venne edificata nel corso del XVIII secolo in stile barocco.
- Chiesa antica di San Giovanni Battista nella frazione di Peagna. Attigua al cimitero è fiancheggiata da un campanile costruito in stile barocco e nel suo interno sono conservati affreschi del Quattrocento e del Cinquecento.
- Santuario di Nostra Signora delle Grazie nella frazione di Peagna. Originariamente previsto nel progetto del cavalier Giuseppe Viziano come un edificio moderno a croce greca, il sito religioso fu edificato nel corso del 1938 (la prima pietra fu posta il 6 giugno) a pianta rettangolare e a due navate.
- Cappella di Nostra Signora delle Grazie nella frazione di Peagna, edificato nel 1864.
- Cappella di Nostra Signora della Misericordia lungo la strada tra Ceriale e Peagna. La posa della prima pietra fu posta il 19 marzo 1953 con il termine dei lavori il 29 marzo 1954; l'edificio fu consacrato il 2 luglio dello stesso anno dal vescovo di Albenga monsignor Raffaele De Giuli.

### Architetture militari
- Torrione d'avvistamento e di difesa nei pressi della spiaggia di Ceriale, edificato tra il 1563 e il 1564.

### Percorso panoramico pedonale con Borghetto Santo Spirito

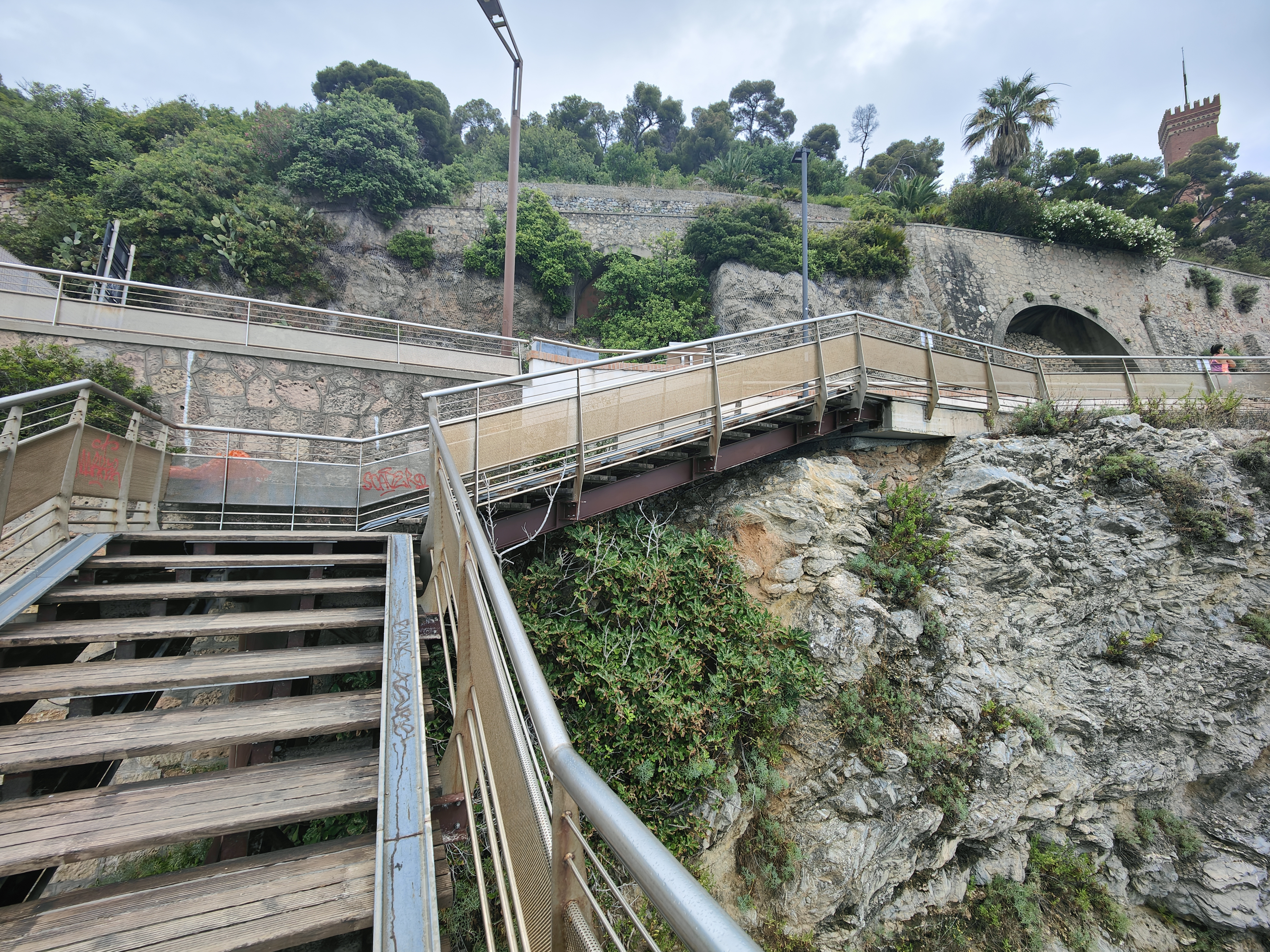
Percorso pedonale, la passerella dotata di corsie per il transito delle biciclette che porta a Borghetto Santo Spirito A Dx si intravede la torre del castello Borrelli

Iniziata nel 2014, realizzata negli anni dall'ottobre 2016 all'inizio del 2025 è lunga circa 467 metri ed è costata 800 mila euro, realizzata con la stretta collaborazione del confinante comune e della Regione. Anche le aree del lungomare sono state oggetto di una totale riprogettazione.

### Aree naturali
- Riserva naturale regionale di Rio Torsero, istituita nel 1985 con legge regionale della Liguria ed estesa circa 4 ettari.

### Parchi di divertimento
- Parco acquatico Le Caravelle inaugurato nel 1989.

## Società

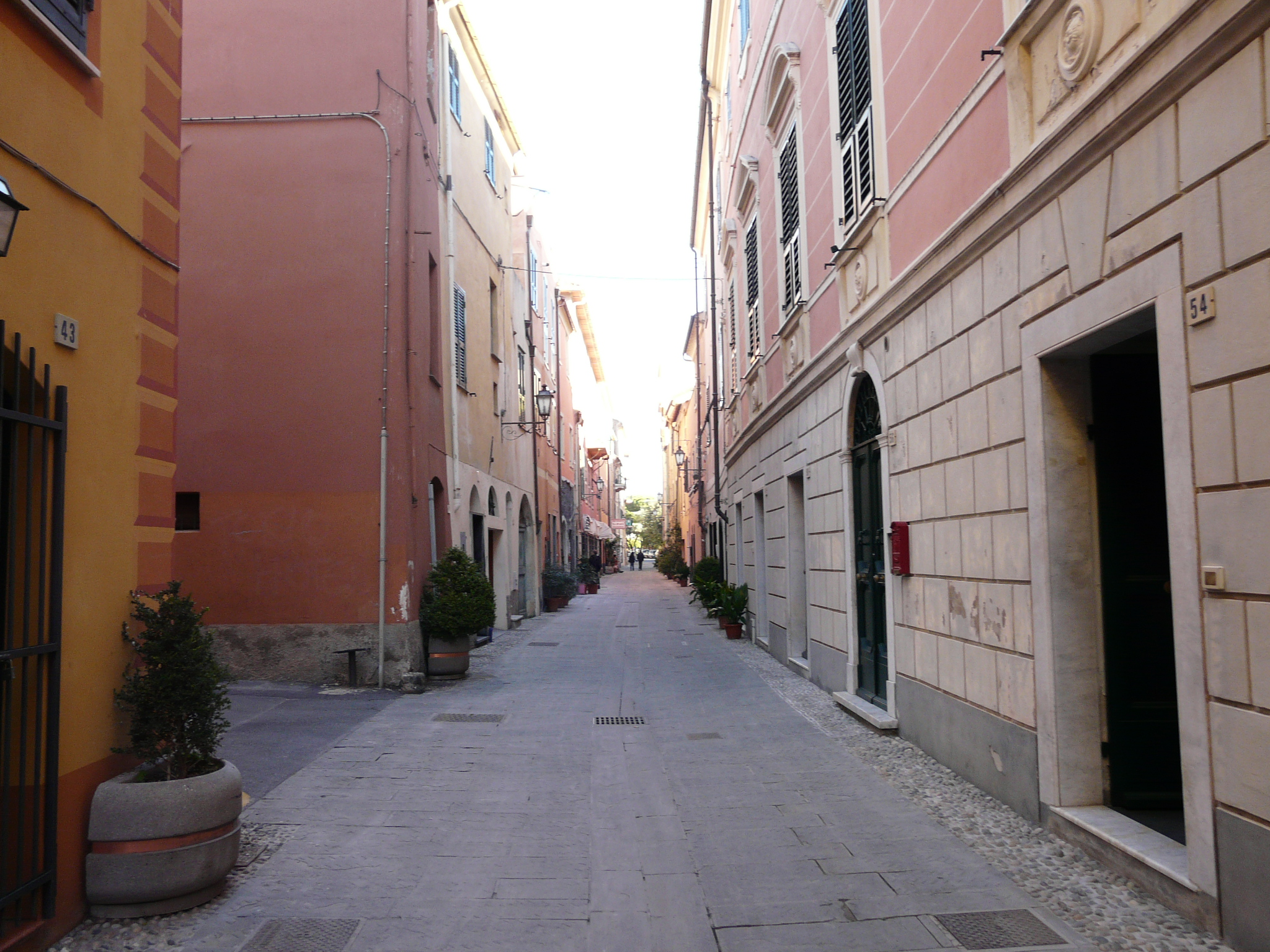
Una via del centro storico di Ceriale

### Evoluzione demografica
Abitanti censiti

### Etnie e minoranze straniere
Secondo i dati Istat al 31 dicembre 2019, i cittadini stranieri residenti a Ceriale sono 565, così suddivisi per nazionalità, elencando per le presenze più significative:
1. Marocco, 226
2. Romania, 70
3. Albania, 46
4. India, 41
5. Nigeria, 38
6. Bangladesh, 20

## Cultura

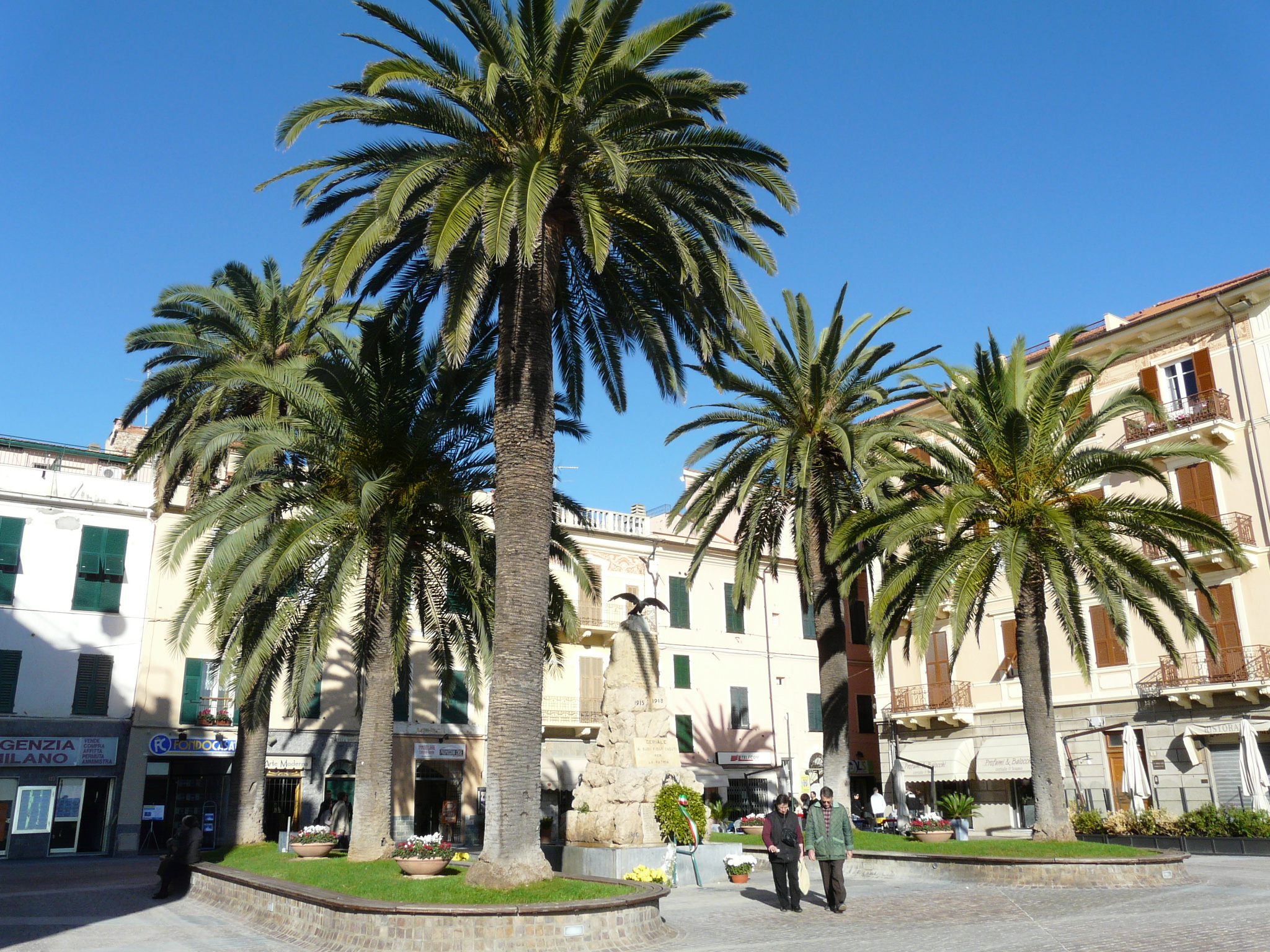
Piazza della Vittoria

### Istruzione

#### Musei
- Museo paleontologico "Silvio Lai". Fondato nel 1993 ha sede nella frazione di Peagna. L'allestimento attuale, studiato soprattutto in funzione di attività didattiche, è stato inaugurato nel 2008. Il museo espone parte della collezione comunale dei fossili provenienti dalla vicina Riserva naturale regionale di Rio Torsero, risalenti al Pliocene inferiore (da 5,3 a 3,6 milioni di anni fa). Il museo è dotato di una sala conferenze, di un laboratorio e di una piccola biblioteca/emeroteca.

## Geografia antropica
Il territorio comunale è costituito, oltre al capoluogo, dall'unica frazione di Peagna per una superficie territoriale di 11,15 km².
Confina a Nord con i comuni di Balestrino e Toirano, ad Est con Borghetto Santo Spirito, ad Ovest con Albenga e Cisano sul Neva e a Sud è bagnato dal Mar Ligure.

## Economia

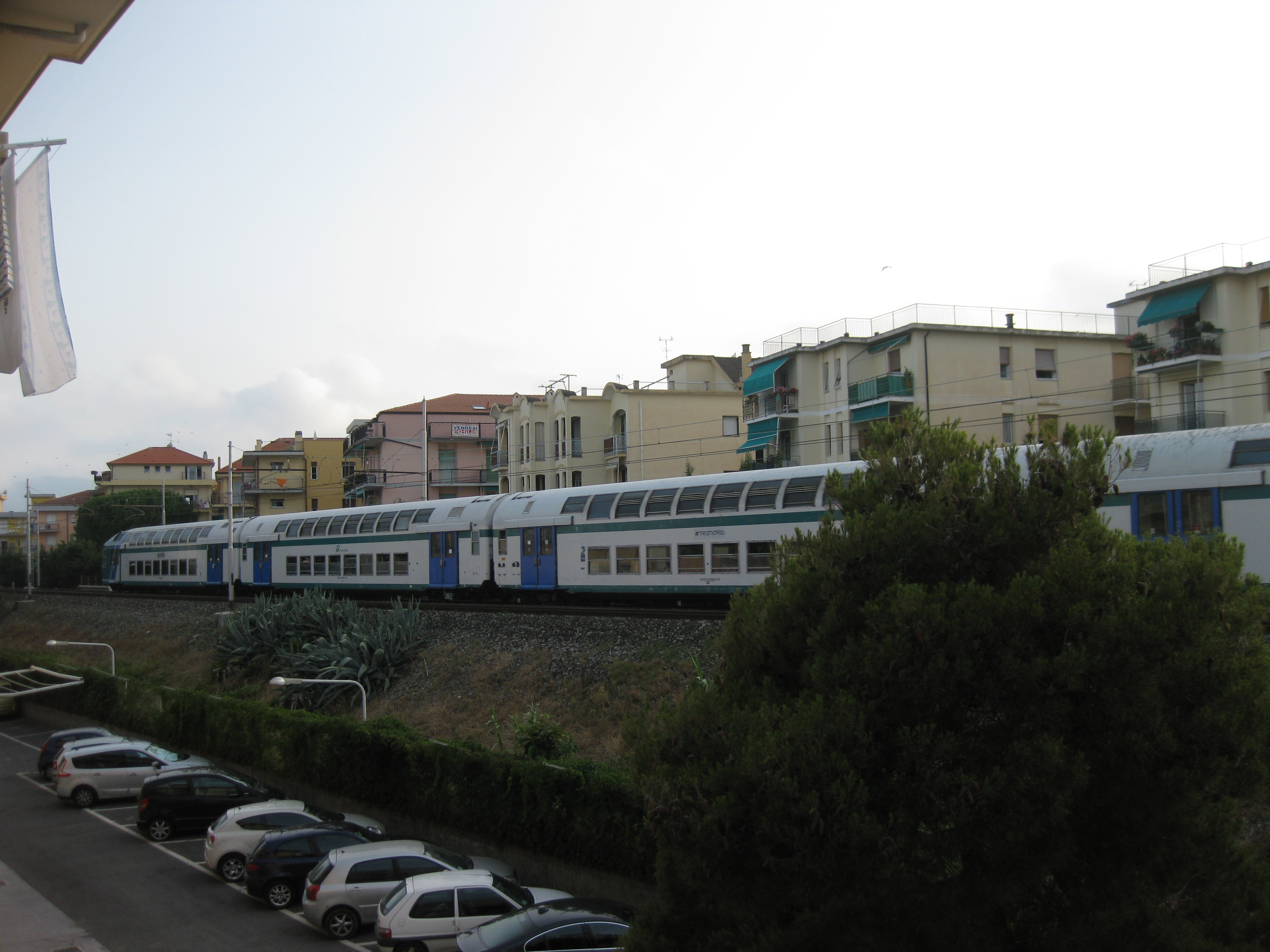
La linea ferroviaria nei pressi di Ceriale

Il comune basa la sua principale risorsa economica nel settore turistico, ma anche sulla produzione agricola. Nel territorio vengono praticate la coltivazione degli ortaggi e la floricoltura, in particolare le piante di orchidea coltivate nelle serre.
Attivo anche il settore industriale, dove si segnala la presenza di cantieri navali e fabbriche dolciarie.
La località ha ottenuto dalla FEE-Italia (Foundation for Environmental Education) il conferimento della bandiera blu per la qualità delle sue spiagge.

## Infrastrutture e trasporti

### Strade
Il territorio di Ceriale è attraversato principalmente dalla strada statale 1 Via Aurelia che permette il collegamento stradale con Borghetto Santo Spirito, a est, e Albenga a ovest. Ulteriore collegamento viario del territorio comunale è la provinciale 3 per Cisano sul Neva, passante per la frazione albenganese di Campochiesa.

### Collegamento della fognatura con il depuratore di Borghetto Santo Spirito
.

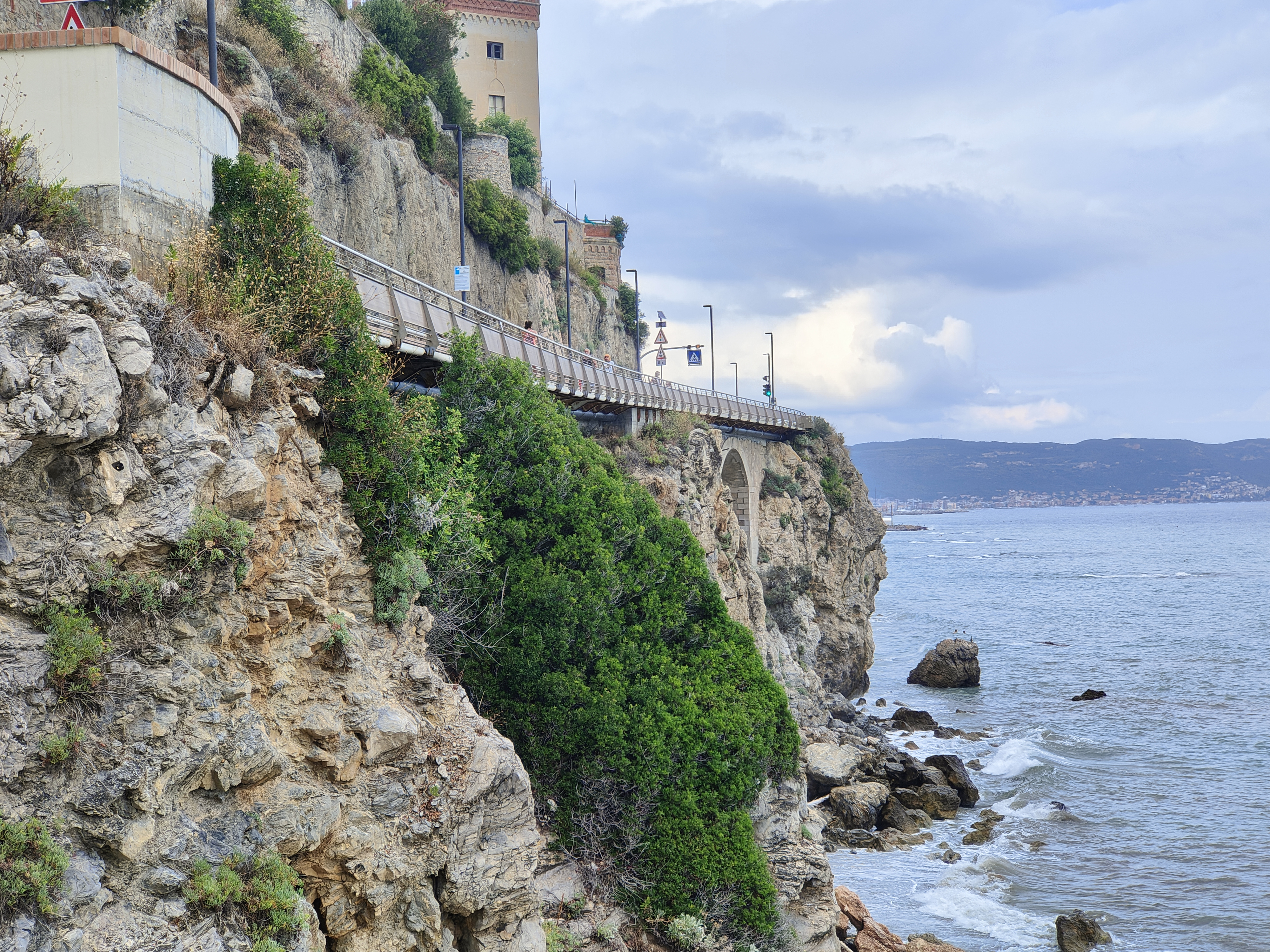
Visione dal basso della struttura della passerella su cui passano oltre 6 km. di tubi delle acque reflue che conducono sia la rete fognaria cittadina che quella dei campi verso il depuratore consortile borghettino

Nel 2012 ci furono i primi lavori per collegare l’intera rete fognaria  del cerialese con il depuratore consortile di Borghetto Santo Spirito mediante una condotta di circa 6 km. Oltre le acque nere è stata realizzata una condotta per portare le acque bianche, depurate, per giungere dopo, di ritorno da Borghetto, verso i campi agricoli cerialesi, per la normale irrigazione. Esiste una stazione costituita  da 8 pompe con impianto di triturazione dei rifiuti.
La struttura si appoggia interamente nella parte inferiore della passerella che unisce i pedoni delle due cittadine della "riviera delle palme".

### Percorso pedonale con Borghetto Santo Spirito

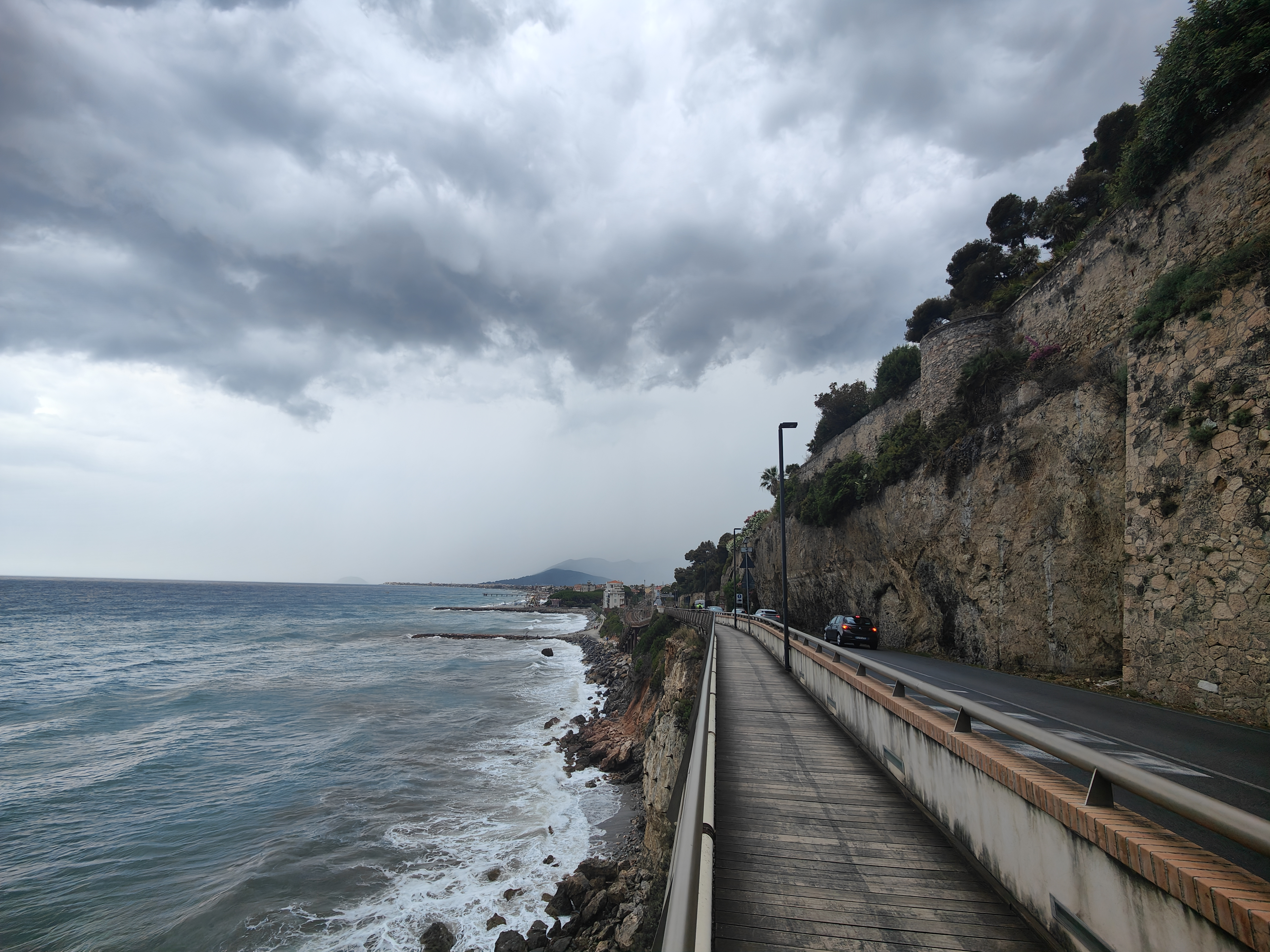
Ceriale (in fondo) vista dal percorso pedonale provenienti da Capo Santo Spirito

Pur pensato dal 2014 è stato realizzato negli anni che vanno dal 2016 al gennaio 2025, il percorso collegante con Borghetto Santo Spirito. 

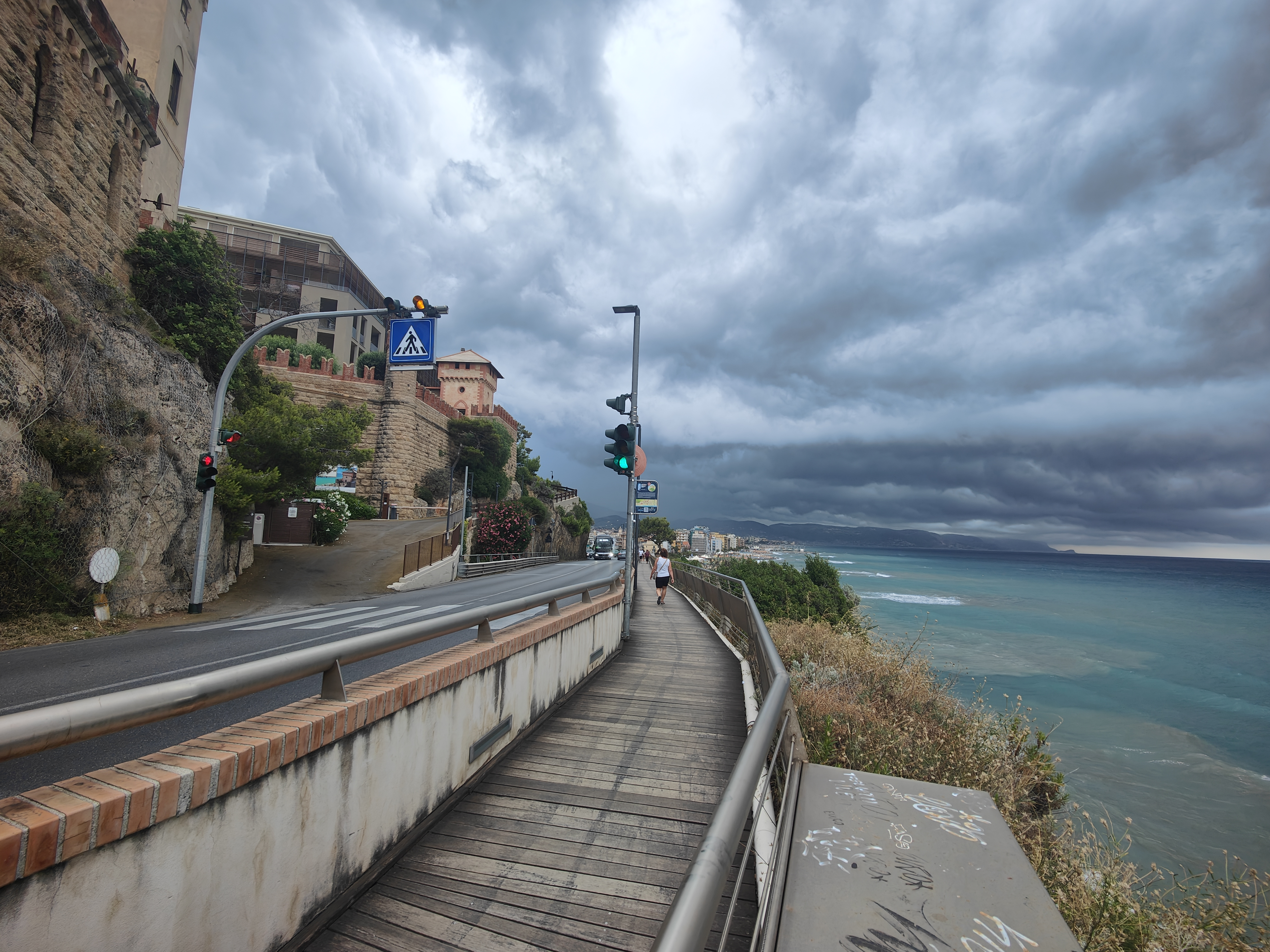
La passeggiata verso Borghetto Santo Spirito all'altezza del castello Borelli (Capo Santo Spirito) con accanto il nuovo complesso immobiliare.

L'opera, la cui realizzazione ha dovuto dilatarsi nel tempo per motivi di natura tecnica, geologica, idrica e di costi, ha dovuto organizzare e risolvere i problemi nati dall'organizzare una corsia di marcia alternata in un tratto ad alta densità di traffico come l'Aurelia. Oltretutto ha comportato una modifica perenne perché in origine concepita a scorrimento senza soste (salvo la coda), la strada ha dovuto essere messa in sicurezza con semafori, strisce pedonali e con la videosorveglianza.

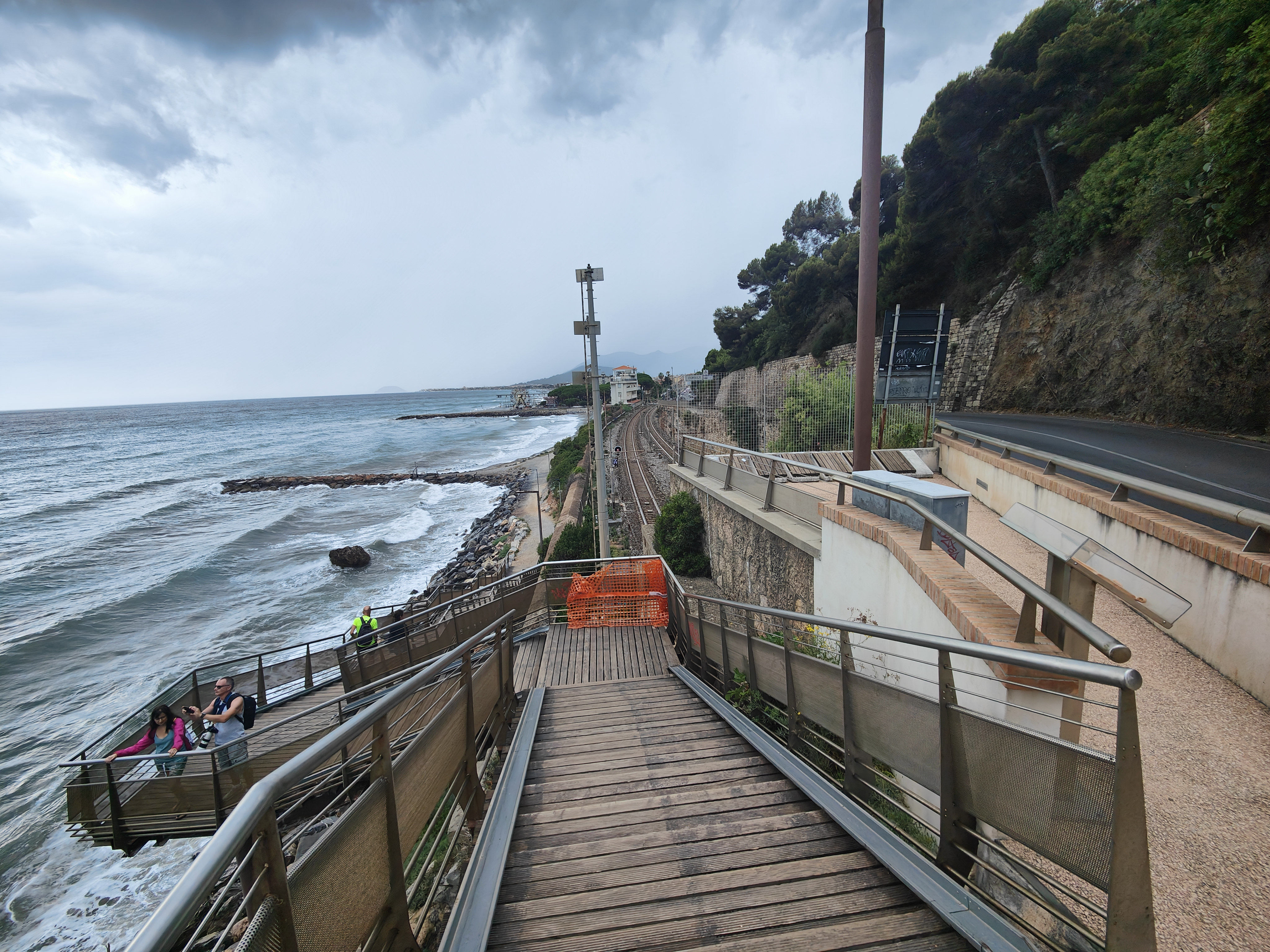
Vista di Ceriale, a Dx la vetrina con la copia su ceramica del gemellaggio con Cetara

Il percorso da Ceriale inizia all'altezza della galleria ferroviaria, dopo aver percorso il tratto costiero, che inizia dopo il parcheggio, appena prima del PL. 

### Ferrovie
Ceriale è dotata di una propria stazione ferroviaria sulla linea ferroviaria Ventimiglia-Genova.

## Amministrazione

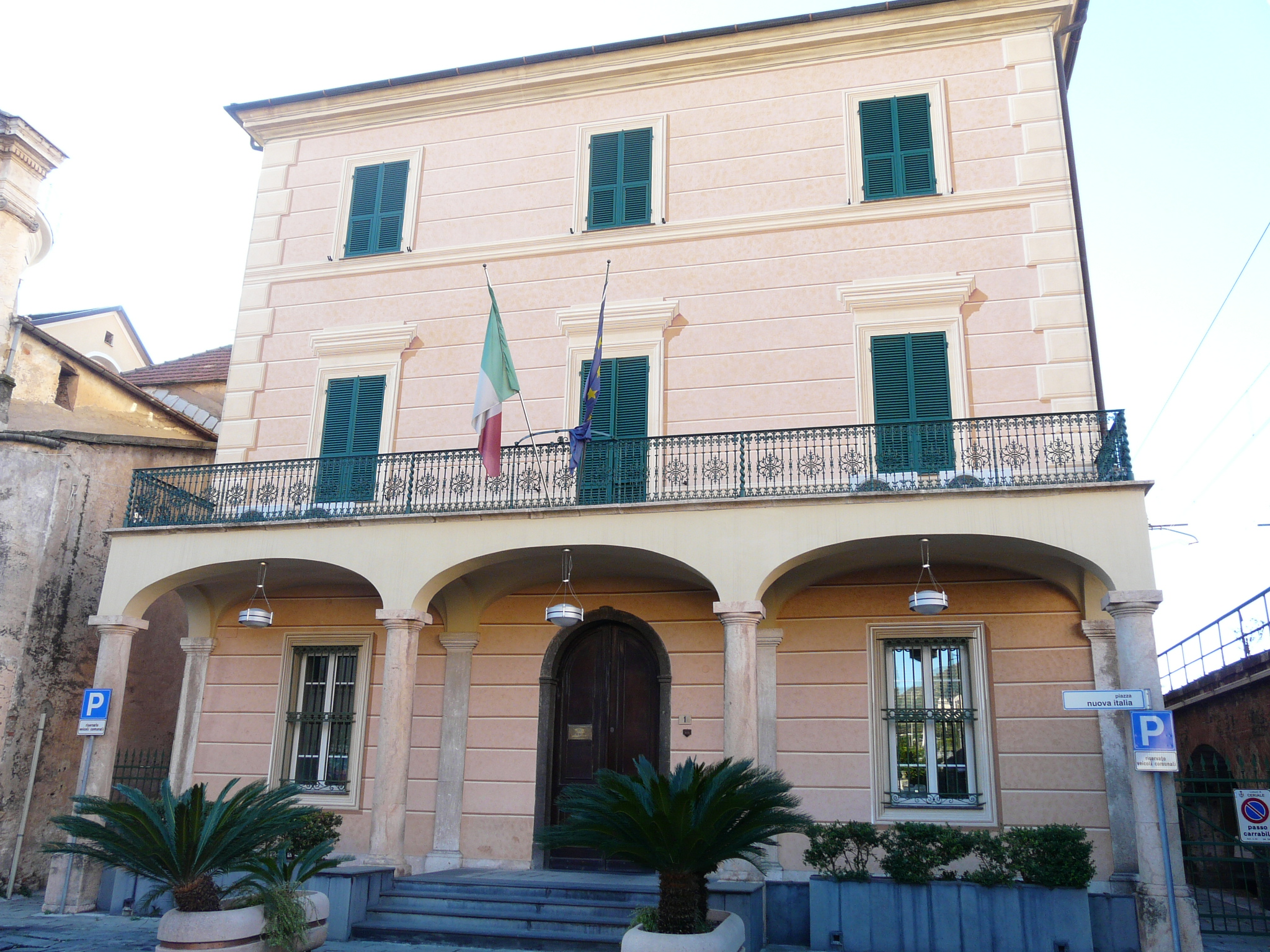
Il municipio

| Periodo           | Periodo          | Primo cittadino       | Partito                                        | Carica         | Note   |
| ----------------- | ---------------- | --------------------- | ---------------------------------------------- | -------------- | ------ |
| 13 settembre 1986 | 27 giugno 1990   | Carlo Vacca           | Democrazia Cristiana                           | Sindaco        |        |
| 27 giugno 1990    | 13 novembre 1992 | Ennio Balloni         | Democrazia Cristiana                           | Sindaco        | [ 16 ] |
| 13 novembre 1992  | 24 aprile 1995   | Dario Braggio         | Indipendente                                   | Sindaco        |        |
| 5 maggio 1995     | 14 giugno 1999   | Giovanni Gino Cerruti | Forza Italia                                   | Sindaco        |        |
| 14 giugno 1999    | 14 giugno 2004   | Pietro Revetria       | lista civica di centro                         | Sindaco        |        |
| 14 giugno 2004    | 26 ottobre 2007  | Pietro Revetria       | lista civica di centro                         | Sindaco        | [ 17 ] |
| 25 ottobre 2007   | 15 aprile 2008   | Renato Bartoli        |                                                | Comm. straord. | [ 18 ] |
| 15 aprile 2008    | 27 maggio 2013   | Ennio Fazio           | Il Popolo della Libertà                        | Sindaco        |        |
| 27 maggio 2013    | 10 giugno 2018   | Ennio Fazio           | Vivere Ceriale (lista civica di centro-destra) | Sindaco        |        |
| 10 giugno 2018    | 15 maggio 2023   | Luigi Romano          | Ceriale siAMO noi (lista civica)               | Sindaco        |        |
| 15 maggio 2023    | in carica        | Marinella Fasano      | Ceriale Ceriale (lista civica)                 | Sindaco        |        |

### Gemellaggi

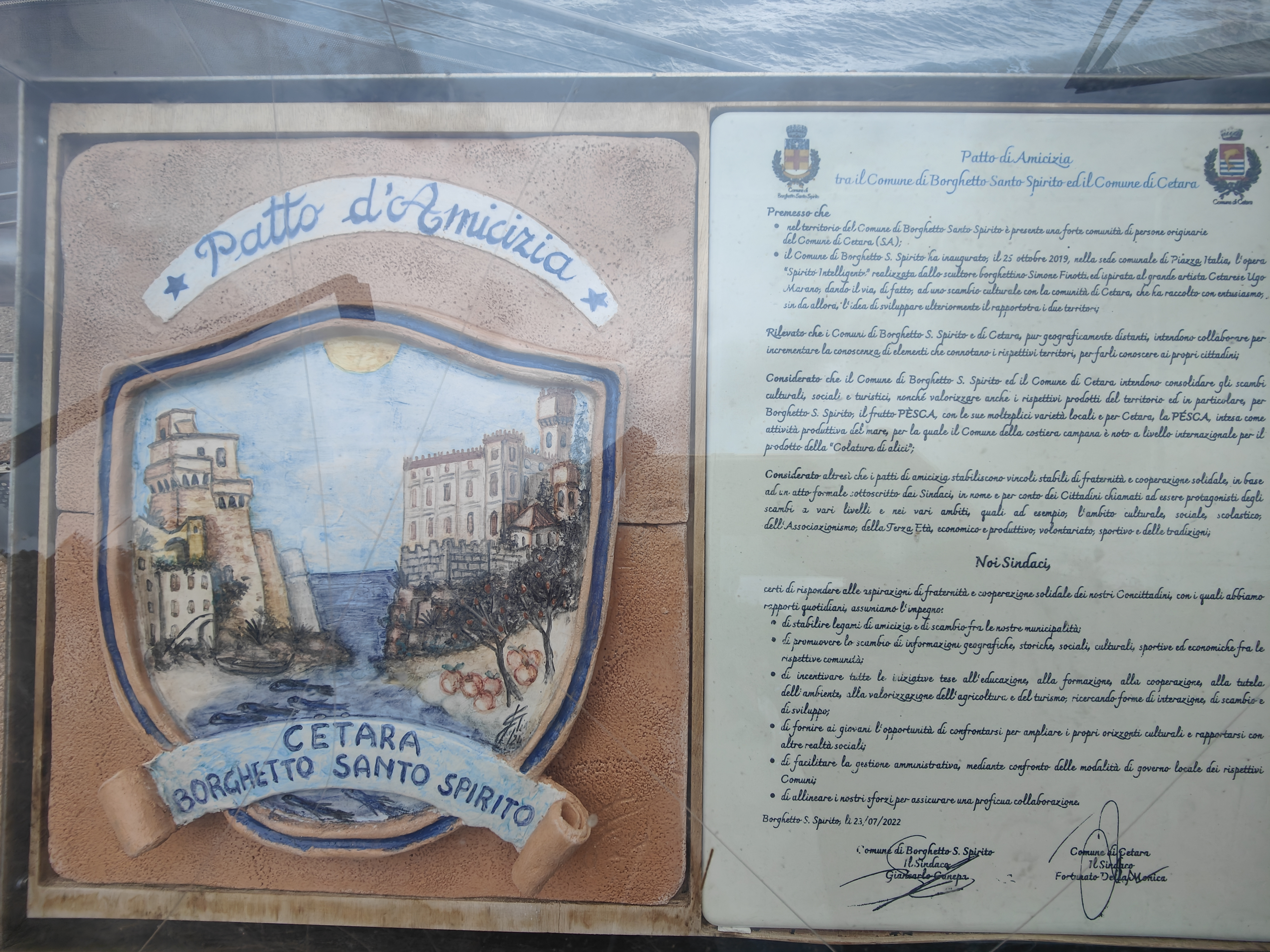
Passeggiata che collega con Borghetto Santo Spirito: vetrina del "patto d'amicizia" (23 luglio 2022) con la città salernitana di Cetara

Ceriale è gemellata con:
- Cetara, dal 2014[19].

## Sport

### Calcio
- A.S.D. Ceriale Progetto Calcio, militante nel campionato di Promozione.